# Adam Rifkin
Adam Rifkin (Chicago, Illinois; 31 de diciembre de 1966), a veces acreditado como Rif Coogan, es un escritor, director, actor y productor de cine estadounidense. Afirma pertenecer a una rara especie de directores de cine que transitaron de la televisión pública a la televisión por cable y de esta a Hollywood[cita requerida]. Su carrera abarca desde comedia familiar hasta clásicos de culto del cine oscuro y dramas urbanos. Rifkin es más conocido en los círculos de Hollywood por escribir comedias como MouseHunt, Underdog y Pequeños guerreros, además de dirigir otros proyectos como Detroit Rock City y The Chase.

## Carrera
Escribió Knucklehead para WWE Studios, protagonizada por Paul Wight; una súper estrella de la WWE, Inc. Escribió Underdog para Walt Disney Animation Studios; una comedia basada en Underdog, el popular dibujo animado de 1964. Escribió Zoom, protagonizada por Tim Allen, y además dos superproducciones de DreamWorks: MouseHunt y Pequeños guerreros. Continuando con el género familiar, escribió el guion de la adaptación cinematográfica de He-Man, dirigida por John Woo y producida por 20th Century Fox.

## Filmografía
Rifkin ha actuado, producido y dirigido numerosas películas en el transcurso de los años.
| Año    | Título                                                              | Rol                                                          |
| ------ | ------------------------------------------------------------------- | ------------------------------------------------------------ |
| 1988   | Never on Tuesdsay                                                   | Escritor, director, actor                                    |
| 1989   | Going Overboard                                                     | Coproductor                                                  |
| 1989   | Tale of Two Sisters                                                 | Director                                                     |
| 1990   | The Invisible Maniac (a.k.a The Invisible Sex Maniac)               | Director y escritor (todo como Rif Coogan)                   |
| 1990   | Disturbed                                                           | Actor                                                        |
| 1991   | The Dark Backward                                                   | Escritor, director, actor (todo como Rif Coogan)             |
| 1991   | Bikini Island                                                       | Actor                                                        |
| 1992   | Last Dance                                                          | Actor (como Rif Coogan)                                      |
| 1992   | The Nutt House (apodo The Nutty Nut)                                | Director                                                     |
| 1993   | The Flesh Merchant                                                  | Actor                                                        |
| 1993   | Bikini Squad                                                        | Actor                                                        |
| 1993   | Psycho Cop 2                                                        | Director (como Rif Coogan), actor                            |
| 1994   | The Chase                                                           | Escritor, director                                           |
| 1996   | Bone Chillers                                                       | Escritor, creador/cocreador, director, productor coejecutivo |
| 1997   | MouseHunt                                                           | Escritor                                                     |
| 1998/1 | Denial                                                              | Escritor, Actor                                              |
| 1998   | Pequeños guerreros                                                  | Escritor                                                     |
| 1998   | Susan's Plan (como Dying to Get Rich)                               | Actor                                                        |
| 1998   | Welcome to Hollywood                                                | Escritor, director, actor                                    |
| 1999   | Touch Me in the Morning                                             | Productor                                                    |
| 1999   | Detroit Rock City                                                   | Director, actor (como Rif Coogan)                            |
| 1999   | Miscellaneous Shit: Behind the Scenes of Detroit Rock City          | Actor                                                        |
| 2001   | Without Charlie                                                     | Escritor, director, actor                                    |
| 2001   | Porn Star: The Legend of Ron Jeremy (como The Legend of Ron Jeremy) | Actor                                                        |
| 2001   | Night at the Golden Eagle                                           | Escritor, director, actor, productor                         |
| 2003   | Getting Hai                                                         | Productor                                                    |
| 2005   | Grandpa                                                             | Productor                                                    |
| 2006   | Zoom                                                                | Escritor                                                     |
| 2007   | Homo Erectus (a.k.a National Lampoon's: The Stoned Age)             | Escritor, director, actor                                    |
| 2007   | Garbanzo Gas                                                        | Productor                                                    |
| 2007   | Look                                                                | Escritor, director                                           |
| 2007   | Underdog                                                            | Escritor                                                     |
| 2007   | Blump's Squeezable Documentary                                      | Productor, actor                                             |
| 2008   | Entertainment Tonight: Fecha de episodio: 11 de julio de 2008       | Actor                                                        |
| 2008   | Spread TV: Episode #4.2                                             | Actor                                                        |
| 2008   | Starz Inside: In the Gutter (TV Episode)                            | Actor                                                        |
| 2008   | Trailers From Hell                                                  | Actor                                                        |
| 2008   | Fairy Tail Police                                                   | Actor                                                        |
| 2009   | Starz Inside: Sex and the Cinema (TV)                               | Actor                                                        |
| 2010   | Advice for New Screenwriters                                        | Actor                                                        |
| 2010   | Knucklehead                                                         | Escritor                                                     |
| 2010   | Look                                                                | Escritor, director (2010), productor ejecutivo               |
| 2011   | Chillerama                                                          | Actor, productor ejecutivo                                   |
| 2017   | The Last Movie Star                                                 | Escritor, director                                           |